# Émile Mayade
Émile Louis Mayade, né le 21 août 1853 à Clermont-Ferrand et décédé le 18 septembre 1898 à Chevanceaux, à 45 ans, était un pilote automobile français.

## Biographie

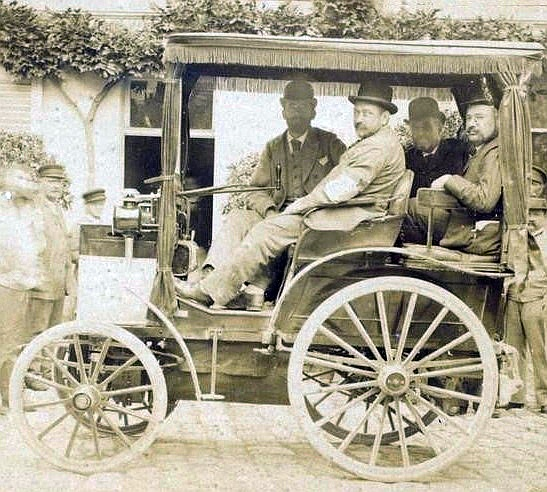
La no 64 Panhard & Levassor 4 HP, conduite par Émile Mayade au Paris-Rouen 1894.

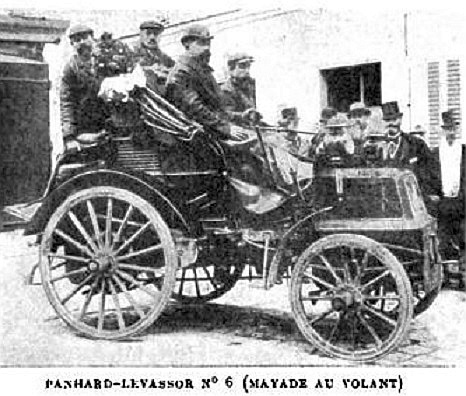
La Panhard & Levassor 8 HP no 6 conduite par Émile Mayade lors de son Paris-Marseille-Paris victorieux en 1896.

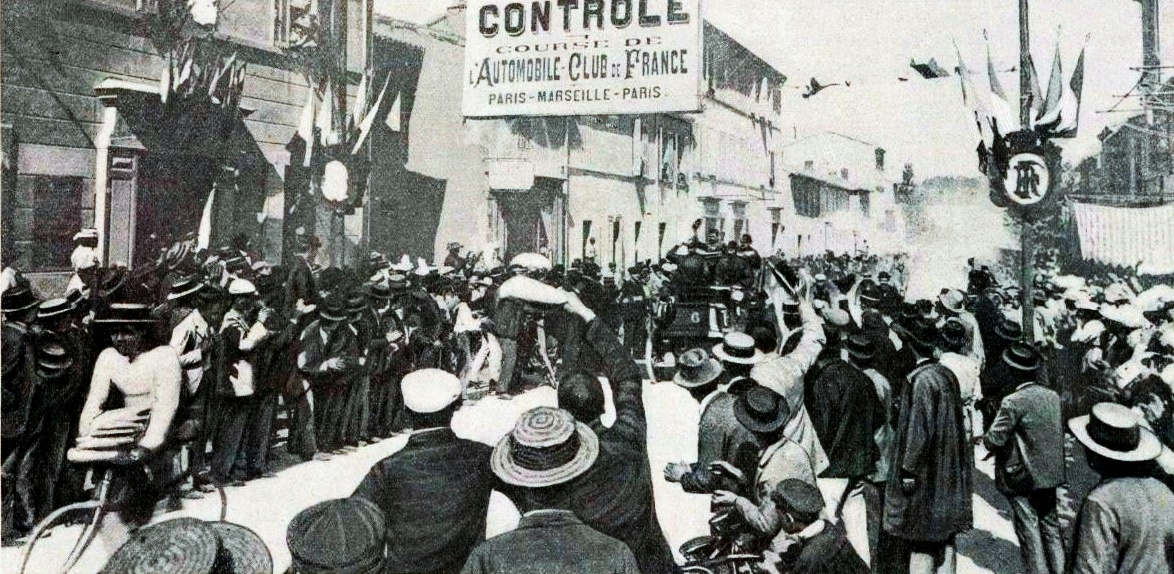
Arrivée à Marseille d'Émile Mayade, le futur vainqueur.

Pilotant exclusivement sur des Panhard et Levassor, il participa à la toute première compétition automobile de l'histoire, le Paris-Rouen de 1894.
Mayade, simple employé de Périn & Panhard puis gardé à la création de la nouvelle entreprise en 1886 à la mort de Jules Périn, était chef d'atelier chez Panhard et Levassor, contremaître mécanicien automobile et pilote-essayeur pour son employeur l'ingénieur Émile Levassor, avenue d'Ivry-sur-Seine. Habitant à côté de l'usine, il pilotait officiellement aussi les voitures en course, au même titre qu'Ademas, Merkel, D’Hostingue, Boulanger et autres Hippolyte Panhard.
Il décéda dans la côte de Chevanceaux (Charente-Maritime) en se rendant à Biarritz avec sa femme et des amis en percutant une charrette, la poitrine enfoncée par la tige de la gouverne de direction (type « queue de vache ») de son véhicule alors qu'il était passager. Il mourut 17 mois après son employeur, Émile Levassor que les blessures internes dues à son accident lors du Paris-Marseille-Paris avaient fragilisé.
La voiture de sa victoire au Paris-Marseille-Paris 1896 fut la propriété de Charles Rolls durant de longues années, à Monmouth. Une fois restaurée, le champion du monde Phil Hill la conduisit durant la course Londres-Brighton commémorative de 1996, au centenaire du Motor Tour To Brighton.

## Palmarès
- Vainqueur du Paris-Marseille-Paris 1896 (septembre, sur 1 711 kilomètres à 25,25 km/h de moyenne, organisé par La France automobile avec 32 partants et considéré comme le IIe Grand Prix de l'Automobile Club de France), sur Panhard (en 67 h 42 min 58 s; vainqueur des trois dernières étapes, sur dix, à savoir Lyon-Dijon, Dijon-Sens, et Sens-Paris, avec la première 8 HP 2,4 L à 4 cylindres, assemblés à partir de deux moteurs Daimler Phénix M2F -la 8HP pouvant fonctionner sur un ou deux des moteurs, connectés-. À l'arrivée Merkel est deuxième à moins d'une demi-heure, et la paire Émile Levassor-d'Hostingue quatrième);
- 4e du Motor Tour To Brighton 1896 (Londres-Brighton), sur Panhard 8HP (le véhicule de sa victoire à Paris, expatrié peu après à Londres par Harry Lawson);
- 6e du Paris-Bordeaux-Paris 1895 (le Ier Grand Prix de l'Automobile Club de France), sur Panhard (en 72 h 14 min);
- 7e du Paris-Rouen 1894, sur Panhard à moteur Daimler Phénix M2F bicylindre vertical[2] (première épreuve de régularité organisée).

## Liens externes

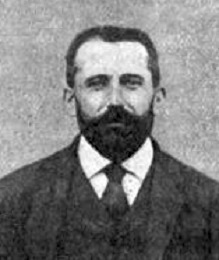
Émile Mayade.